# 大韓民国中小企業特別委員会
中小企業特別委員会（ちゅうしょうきぎょうとくべついいんかい）は1998年4月から2008年2月まで存在した大韓民国大統領直属の中央行政機関。
産業資源部・労働部・情報通信部・特許庁・中小企業庁など10余りの部処で各々遂行されてきた政府の中小企業支援施策に、連繋性と実効性向上の必要性がでてきた。しかし産業資源部の外庁としての中小企業庁は、中小企業支援専門機関としては多くの施策を開発・施行していたが、関係部処から対話と協力を導き出して施策の一貫性を高めるための調整力を発揮するには組織体系上限界があった。ここに大統領直属機関である中小企業特別委員会の発足を見るに至ったのである。

## 役割
中小企業の現場ジレンマ解消及び規制緩和、育成のための施策の樹立及び推進、関係機関の中小企業施策推進状況に対する点検・確認及び評価等に関し審議・調整することを任務とする。

## 組職構成
特別委員会の組職は国務委員で長官級の委員長1人と、財政経済部・教育人的資源部・科学技術部・文化観光部・産業資源部・情報通信部・労働部・女性家族部・建設交通部・企画予算処の次官及び中小企業庁長・金融監督委員会副委員長・公正取引委員会副委員長など関係部処の次官級で構成された13人の当前職委員と、大統領の指名する16人の委嘱委員（任期2年）で構成される。その下に関係部処の派遣公務員で構成される実務委員会が設置されている。分科委員会は手形制度改善分科委員会、中小企業政策資金改革分科委員会、ベンチャー企業支援施策評価委員会に細分される。また中小企業特別委員会の行政事務を処理するために政策調整室を置く。政策調整室は総括調整チーム・政策1チーム・政策2チーム・政策3チーム・政策審議官室・政策情報室で構成されており、中小企業関連政府政策の審議・調整、中小企業の現場ジレンマ解決及び育成発展のための主要政策の開発が主要業務である。

## 沿革
- 1998年2月28日 - 中小企業特別委員会設置を骨子にする政府組織法改正[1]。
- 1998年4月1日 - 「中小企業特別委員会規定」（大統領令第15768号）公布。
- 1998年4月20日 - 中小企業特別委員会初代委員長任命。
- 1998年4月28日 - 中小企業特別委員会発足。
- 2001年1月29日 - 女性特別委員会が女性部に改編されるにより、政府組織法に規定された唯一の特別委員会となる。
- 2003年12月30日 - 委員会の定員を“当然職委員11人を含めた21人以内”から“当然職委員13人を含めた25人以内”に変更。
- 2005年12月30日 - 委員会の定員を25人以内から30人以内に変更。
- 2008年2月29日 - 廃止。

## 歴代委員長
- 第1代 パク・サンギュ（박상규）1998年4月20日 - 1999年5月25日
- 第2代 安炳禹（안병우）1999年5月26日 - 2000年6月8日
- 第3代 趙漢天（조한천）2000年6月27日 - 2001年3月25日
- 第4代 金徳培（김덕배）2001年3月26日 - 2002年1月28日
- 第5代 韓埈皓（한준호）2002年1月29日 - 2004年2月23日
- 第6代 崔弘健（최홍건）2004年8月9日 - 2006年9月18日
- 第7代 廉弘喆（염홍철）2006年9月21日 - 2007年11月10日
- 第8代 盧俊亨（노준형）2007年11月30日 -